# Никола Крушевски
Никола Крушевски е български просветен деец от ранното Българско възраждане. Роден е в Крушево. Установява се в Скопие. В началото на XIX век отваря в града частно килийно училище, в което преподава на български език, използвайки стари ръкописи.
Умира в 1838 година.